# 自給自足
自給自足（じきゅうじそく）とは自分自身に供給し・自分自身を満足させること。

## 食料経済
原始社会は自給自足経済であり食料は生産から消費まで家庭内で行われていた。しかし、食料経済の発展とともに多くのプロセスが食品工業など家庭外に移されたが、このような現象を食料経済の外部化（食生活の外部化）という。
自給自足の初期の食料経済は生産と消費のみであったが、生産性向上のため分業が行われるようになると自給自足経済は終焉を迎え、生産・流通・消費の3つの要素からなるシステムに移行した。
自給自足だった食料経済が時代とともに外部化された背景には需要側と供給側に様々な要因がある。需要側の要因の一つが一人当たりの所得の上昇である。経済発展により食料消費が単なる栄養摂取だけではなく生活の一要素という意味の強い食生活へと変化したことで、専門的な食品加工技術や調理技術が求められるようになった。

## 関連人物
- ヘンリー・デイヴィッド・ソロー - 『ウォールデン 森の生活』（1854年）の作者。ウォールデン湖畔の森の中に丸太小屋を建て、自給自足の生活を2年2ヶ月間送る。
- 横井庄一 - グアム島のジャングルで自ら作った地下壕などで自給自足生活、28年後の1972年にようやく日本に帰還。
- 小野田寛郎 - 終戦を知らされず、太平洋戦争終結から30年近くフィリピン・ルバング島にて自給自足をしながら一人戦い続ける。
- Suniuo（中村輝夫/李光輝）